# Jon Amiel
Jon Amiel (n. Londres; 20 de mayo de 1948) es un director de cine inglés que trabaja en el Reino Unido y en Estados Unidos.

## Biografía

### Inicios
Amiel nació en Londres, se graduó en la Universidad de Cambridge en literatura inglesa y se implicó con el teatro local. Después de la universidad, trabajó como director en la Royal Shakespeare Company.

### Carrera en el cine
Después de haber trabajado como editor para la BBC, dirigió el documental Las gemelas silenciosas, y fue elegido para dirigir el serial de Dennis Potter El detective cantante. Hizo su debut en el cine con el largometraje de 1989 Reina de corazones. En su trabajo destaca por su esmero en la dirección de actores y, sobre todo, de actrices, haciendo posibles grandes interpretaciones de Sigourney Weaver, Hilary Swank, o Catherine Zeta-Jones, entre otras.

## Vida personal
Amiel vive en Santa Mónica, California, con su mujer, Tara, y juntos tienen dos hijos, Luke y Max. También tiene otro hijo, quien trabaja como guionista, Leo Amiel.

## Filmografía

### Cine
- Las gemelas silenciosas (documental de televisión) (1985)
- El detective cantante (miniserie) (1986)
- Reina de corazones (1989)
- Tonada en mañana (1990)
- Sommersby (1993)
- Copycat (1995)
- El hombre que no sabía nada (1997)
- La trampa (1999)
- El núcleo (2003)
- Creación (2009)
- Deliverance Creek (2014)
- Masterwork

### Televisión
- Eyes (serie TV, 2005, episodio piloto)
- Reunion (serie TV, 2005, episodio piloto)
- The Wedding Bells (2007, un episodio)
- Los Tudor (The Tudors, 2008, 2 episodios: 2x09 Alta tradición y 2x10 La hora de Anna Bolena)
- Los Borgia (The Borgias, 2012-2013, 4 episodios: 2x03 The Beautiful Deception, 2x04 Stray Dogs, 3x03 Siblings y 3x04 The Banquet of Chestnuts)
- Twisted (2013, episodio piloto)
- Érase una vez (Once Upon a Time, 2013, episodios 3x05 La forma correcta e 4x12 La oscuridad busca la puerta)
- Halt and Catch Fire (2014, episodio 1x07)
- Aquarius (2015, episodio 1x08)
- The Astronaut Wives Club (2015, 2 episodios)
- Hemlock Grove (2015, episodio 3x07)
- Wicked City (2015, episodio 1x05)
- Outsiders (2016, episodio 1x05)